# Piotr Grzesiak
Piotr Tadeusz Grzesiak (ur. 1949, zm. 20 października 2020) – polski specjalista w zakresie technologii i inżynierii chemicznej oraz ochrony środowiska, prof. dr hab.

## Życiorys
W 1972 ukończył studia chemiczne na Uniwersytecie im. Adama Mickiewicza, 27 października 1995 obronił pracę doktorską Wpływ niektórych parametrów fizyko-chemicznych na kinetykę procesu wielostopniowego utleniania SO2, 29 marca 2004 habilitował się na podstawie pracy zatytułowanej Modernizacja fabryk kwasu siarkowego w Polsce. 3 kwietnia 2009 nadano mu tytuł profesora w zakresie nauk technicznych. Pracował w Instytucie Chemii Nieorganicznej. 
Był profesorem zwyczajnym w Instytucie Ochrony Roślin - Państwowym Instytucie Badawczym.
Zmarł 20 października 2020, pochowany na Cmentarzu parafii św. Stanisława Kostki w Poznaniu.

## Odznaczenia
- Krzyż Kawalerski Orderu Odrodzenia Polski (2020)[4]
- Złoty Krzyż Zasługi (2009)[5]
- Odznaka Zasłużony dla Rolnictwa[1]